# Link Control Protocol
 (mai 2016).
Si vous disposez d'ouvrages ou d'articles de référence ou si vous connaissez des sites web de qualité traitant du thème abordé ici, merci de compléter l'article en donnant les références utiles à sa vérifiabilité et en les liant à la section « Notes et références ».
Link Control Protocol (LCP) est un protocole intégré au PPP, Il est détaillé dans la même RFC 1661 que celui-ci.
Dans une communication PPP, l'émetteur et le récepteur envoient des paquets LCP pour déterminer des informations spécifiques à la transmission de données. Le LCP vérifie l'identité de l'élément connecté et l'accepte ou le refuse, il détermine la taille des paquets acceptables pour la transmission, recherche les erreurs dans la configuration et peut interrompre la communication en cas d'erreur. Les données ne peuvent pas être transmises sur un réseau tant que la connexion n'est pas acceptée par LCP.